# 巴拉杜皮莱
巴拉杜皮莱是巴西里约热内卢州的一个市镇。总面积578.471平方公里，总人口103833人，人口密度179.5人/平方公里。